# Komorów (województwo wielkopolskie)
Komorów – wieś w Polsce położona w województwie wielkopolskim, w powiecie ostrzeszowskim, w gminie Mikstat.
| SIMC    | Nazwa             | Rodzaj    |
| ------- | ----------------- | --------- |
| 0203884 | Drabenty          | część wsi |
| 0203890 | Kobyle            | część wsi |
| 0203909 | Komorów-Pustkowie | część wsi |
| 0203915 | Piaski            | część wsi |
| 0203921 | Polaki            | część wsi |
| 0203938 | Wygony            | część wsi |
| 0203944 | Zagórze           | część wsi |

W latach 1975–1998 miejscowość administracyjnie należała do województwa kaliskiego.